# Alain Bouet
 (août 2019).
Alain Bouet, né en 1967 à Nîmes, est un professeur d’histoire et d’archéologie romaines français, dont les principaux domaines de compétences portent sur l’archéologie romaine et gallo-romaine, la monumentalisation, l’hygiène et la salubrité. Il travaille principalement sur l’architecture, qu’elle soit monumentale ou liée à l’habitat. Son intérêt se porte sur l’organisation des villes et de leurs centres monumentaux.

## Biographie
Sa thèse de doctorat, dirigée par Philippe Leveau et soutenue en 1996 à l’Université d'Aix-Marseille, s’intitule Les thermes privés et publics en Gaule Narbonnaise. De 1997 à 2009, il est maître de conférences en histoire à l’université de Bordeaux III. En 2005, son habilitation à diriger des recherches portait sur Les latrines dans les provinces gauloises, germaniques et alpines, (université d’Aix-Marseille). De 2009 à 2015, il est professeur d’archéologie à l’Université Toulouse-Jean-Jaurès. Depuis 2015, il enseigne à l’université de Bordeaux-Montaigne en tant que professeur d’histoire et d’archéologie romaines. 
De 2010 à 2019, Alain Bouet était président de la Fédération Aquitania. 
Parmi ses activités, il faut signaler ses fouilles archéologiques sur le site de Barzan (Charente-Maritime) de 1998 à 2009. Il a été également responsable de la fouille du sanctuaire d'Eysses à Villeneuve-sur-Lot (Lot-et-Garonne) de 2012-2016. 
De 2012 à 2016, il a dirigé le programme « Aux origines de l’hygiène publique : les latrines de Délos » (DELAT), puis le programme  « ALimentation, HYgiène et ENvironnement en Grèce ancienne » (Alhyen - dans le cadre du Labex LaScArBx - Sciences Archéologiques de Bordeaux) de 2016 à 2019.
Il dirige actuellement le projet ANR pluridisciplinaire SAHYLOR Salubrité, Alimentation, Hygiène : les Latrines d'Ostie port de Rome (https://ausonius.u-bordeaux-montaigne.fr/presentation/membres?alain.bouet) (2022-2026). 

## Publications (sélection)

### Ouvrages scientifiques
- Les matériaux de construction en terre cuite dans les thermes de Gaule Narbonnaise, Scripta Varia 1, Ausonius, Bordeaux, 1999.
- Les thermes privés et publics en Gaule Narbonnaise, Volume I. Synthèse. Volume II. Catalogue, Collection de l'EFR 320, Rome, 2003.
- Les latrines dans les provinces gauloises, germaniques et alpines, 59e supplément à Gallia, Paris, 2009.
- La Gaule Aquitaine, éd. Picard, Paris, 2015.
- Aquitanien in römischer Zeit, éd. Von Zabern, Darmstadt, 2015.

### Direction d’ouvrages
- Thermae gallicae, Les thermes de Barzan (Charente-Maritime) et les thermes des provinces gauloises, Suppl. à Aquitania-Ausonius, Bordeaux, 2003. Prix chanoine Tonnelier de l’Académie de Saintonge en 2004.
- Aquam in altum exprimere, Les machines élévatrices d’eau dans l’Antiquité, Scripta Antiqua 12, Bordeaux, 2005.
- avec Fl. Verdin, Territoires et paysages de l’âge du Fer au Moyen Âge, Mélanges offerts à Philippe Leveau, Mémoires 16, Bordeaux, 2005.
- avec E. Follain, Les thermes en Gaule romaine, Les dossiers d’archéologie 323, sept.-oct, 2007.
- D’Orient et d’Occident, Mélanges offerts à Pierre Aupert, Mémoires 19, Bordeaux, 2008.
- Un secteur d’habitat dans le quartier du Moulin du Fâ à Barzan (Charente-Maritime), Suppl. à Aquitania-Ausonius, Bordeaux, 2011.
- Le forum en Gaule et dans les régions voisines, Ausonius Mémoires 31, Bordeaux 2012.
- avec E. Boube et F. Colleoni, De Rome à Lugdunum des Convènes, Itinéraire d’un Pyrénéen par monts et par vaux, Hommages offerts à Robert Sablayrolles, Ausonius Mémoires 35, Aquitania suppl. 31, Bordeaux, 2014.
- MONUMENTAL ! La monumentalisation des villes de l'Aquitaine et de l'Hispanie septentrionale durant le Haut-Empire, actes du colloque de Villeneuve-sur-Lot, 10-12 septembre 2015, 6e colloque Aquitania, 2016.
- avec C. Petit-Aupert, Studere, ridere, gaudere, hoc est vivere, hommages à Francis Tassaux, Aquitania Suppl. 40, Ausonius Mémoires 53, 2018.
- Barzan IV. L’entrepôt de la Palisse à Barzan (Charente-Maritime), port des Santons et les entrepôts urbains et péri-urbains dans les provinces gauloises, 2020.
- Les latrines de Délos, Hygiène, salubrité et environnement d’une ville des Cyclades, Ausonius Mémoires 62, Bordeaux, 2022.